# Zaoziorny
Zaoziorny (en russe : Заозёрный) est une ville du kraï de Krasnoïarsk, en Russie, et le centre administratif du raïon Rybinski. Sa population s'élevait à 10 397 habitants en 2013.

## Géographie
Zaoziorny est située sur la rivière Barga, dans le bassin de l'Ienisseï, et se trouve à 109 km — 192 km par la route — à l'est de Krasnoïarsk.

## Histoire
Le nom de la ville est un adjectif qui signifie « au-delà d'un lac » et fait référence à un lac relativement étendu jouxtant la ville à l'est. En août 1776, le sloboda (village) Troïtsko-Zaoziornaïa fut créé dans un terrain appartenant au monastère Troïtsko-Touroukhanski. La principale activité économique était alors l'exploitation d'une mine de mica. En 1939, elle accéda au statut de commune urbaine et fut renommée Zaoziorny par une mesure antireligieuse, Troïtsko signifiant « de la Trinité ». Elle reçut le statut de ville en 1948.
À l'époque soviétique, un certain nombre d'usines furent construites à Zaoziorny. Elles fabriquaient des composants électroniques, des briques, des meubles, des vêtements et des produits alimentaires. Plusieurs d'entre elles connurent de sérieuses difficultés après la dislocation de l'Union soviétique. La crise des finances de la ville a également été à l'origine d'interruptions du chauffage central urbain entre 2002 et 2006.

## Population
Recensements (*) ou estimations de la population
| 1939* | 1959*  | 1970*  | 1979*  | 1989*  |
| ----- | ------ | ------ | ------ | ------ |
| 9 152 | 34 724 | 27 216 | 15 848 | 15 714 |

| 2002*  | 2006   | 2010*  | 2012   | 2013   |
| ------ | ------ | ------ | ------ | ------ |
| 12 476 | 11 477 | 11 285 | 10 566 | 10 397 |

## Transports
Zaoziorny se trouve sur le chemin de fer Transsibérien. La gare de Zaoziornaïa, au kilomètre 4263 depuis Moscou, dessert également la ville fermée de Zelenogorsk, dont elle est distante de 18 km.